# Norman Ross
Norman Ross (né le 2 mai 1896 et mort le 19 juin 1953) est un nageur américain.

## Biographie
Il est entraîné par William Bachrach.

## Traversée de Paris à la nage
- 20 juillet 1919 : 1re place (7 km en 1 h. 31' 47")[2],[3]

## Jeux interalliés de 1919
- Médaille d'or sur 100 m libre.
- Médaille d'or sur 400 m libre.
- Médaille d'or sur 800 m libre.
- Médaille d'or sur 1 500 m libre.
- Médaille d'or sur 100 m dos.

## Jeux olympiques

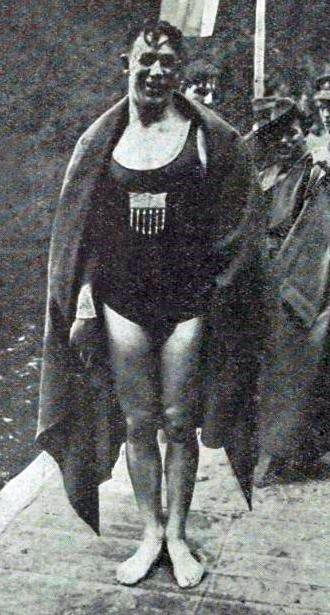
Norman Ross, médaillé d'or à cinq reprises aux Jeux Interalliés de 1919.

- Jeux olympiques d'été de 1920 à Anvers
- Médaille d'or sur 400 m libre.
- Médaille d'or sur 1 500 m libre.
- Médaille d'or en relais 4 × 200 m libre.